# 扎赉特旗
扎赉特旗是中华人民共和国內蒙古自治區興安盟轄下的一個旗，面積為11143平方公里，旗人民政府駐音德爾鎮。
扎赉特旗因雨量不均，僅能發展畜牧業，原为中國國家級貧困縣之一。近年該地方政府發展精緻科技農業，也多著重氣象預報。

## 历史
扎赉特旗地域历史上曾为为东胡、鲜卑、室韦等族游牧地。唐代为室韦都督府所辖。辽代属上京道长春州。金代为临潢府泰州辖境。元代属成吉思汗三弟帖木格后裔辽王封地。明初属兀良哈三卫之一的朵颜卫。万历年间，成吉思汗二弟哈萨尔第十五世孙博第达喇将科尔沁部以嫩江为界分给自己的儿子，其九子阿敏分得嫩江以西的绰尔河流域，始称扎赉特部。
后金天命十一年（1626年），其子蒙衮随科尔沁部首领奥巴归附，努尔哈赤赐其“达尔汉和硕齐”封号。清顺治五年（1648年），编为一札萨克旗，属哲里木盟。光绪二十八年（1902年），设扎赉特荒务行局，并相继出放莫勒红岗子（今大赉乡）街基。光绪三十年十二月（1905年1月），于嫩江右岸设置大赉厅，驻莫勒红岗子。
民国初年，划归黑龙江省。满洲国治下，初隶黑龙江省，后划归兴安南分省。1946年6月属纳文慕仁盟，1949年改隶兴安盟。1953年4月，归属内蒙古自治区东部区行政公署。1954年5月，隶属呼伦贝尔盟。1969年7月，随呼伦贝尔盟一并划归黑龙江省管辖。1979年7月，再次划归内蒙古自治区呼伦贝尔盟，1980年1月改隶兴安盟。

## 行政区划
扎赉特旗下辖8个镇、2个乡、3个苏木：
音德尔镇、新林镇、巴彦高勒镇、胡尔勒镇、阿尔本格勒镇、巴达尔胡镇、图牧吉镇、好力保镇、巴彦乌兰苏木、宝力根花苏木、阿拉达尔吐苏木、巴彦扎拉嘎乡、努文木仁乡、图牧吉劳管所、保安沼监狱、种畜场、八一牧场和巴达尔胡农场。

## 人口
根據第七次人口普查數據，截至2020年11月1日零時，扎賚特旗常住人口為315153人。
截至2022年末，扎賚特旗常住人口30.99萬人，城鎮常住人口14.10萬人，城鎮化率45.5%，同比增長0.29%；鄉村常住人口16.89萬人。

## 交通
- 111国道和 集阿高速过境。